# بارك سي يون (فنانة)
بارك سي يون هي ممثلة ومغنية بدأت مشوارها الفني منذ 2013، ولدت في 1 أغسطس 2001.